# 藤健勝歩紀
藤健勝 歩紀（ふじけんしょう いぶき、1997年4月9日 - ）は、埼玉県上尾市出身で、藤島部屋に所属した元大相撲力士。本名は勝呂 歩紀（すぐろ いぶき）。身長168.5cm、体重147.7kg。最高位は西幕下50枚目（2022年9月場所）。
弟は同じ藤島部屋に所属する藤闘志。

## 来歴
上尾市立鴨川小学校1年次から上尾市立南中学校3年次までは柔道をしており、相撲は小学校5年次から柔道の体づくりの一環として地元のさいたま相撲クラブで習っていた。中学校3年次には相撲の白鵬杯で個人3位に入賞している。中学校卒業後は明大中野高校へ進学し、2年次に高校総体ベスト16、3年次に国体個人ベスト16の実績を残した。高校卒業後は拓殖大学へ進学し、全国学生相撲選手権大会は3年次と4年次に2年続けてベスト8進出、全日本相撲選手権大会でも4年次に個人3位の実績を残した。大学卒業後は実業団の道を選んで日本通運に就職したが、新型コロナウイルス感染症感染拡大の影響で実業団の大会に出場する機会が失われたこと、弟の藤闘志や同学年の藤青雲らが大相撲で活躍する姿に刺激を受けたことで自身も大相撲入りを決意し、藤闘志、藤青雲と同じ藤島部屋に入門した。
大相撲入門にあたっては、2019年12月に行われた全日本選手権で個人3位のため三段目最下位格付出での初土俵が承認され、2021年11月場所で初土俵を踏んだ。初土俵の場所は5日目に金峰山に敗れて6勝1敗で取り終えた。
幕下の2022年9月場所から度重なる網膜剥離により3場所連続で全休が続いたことにより、2023年3月場所では序二段に陥落したが、その場所は7戦全勝で優勝した。
しかし同年7月場所で左目の網膜剥離を再発し再び途中休場し、四股名を本名から改めた翌9月場所も全休した。左目の網膜剥離で通算5回の手術を受け、ついにドクターストップがかかり、小学校時代から貫いてきた頭から当たる相撲が出来なくなったことにより引退を決断。9月場所後に現役引退が発表された。「藤健勝」の四股名で土俵に上がることはなかった。
延べ2場所幕下に在位したがいずれも全休で、幕下力士として土俵に上がることは一度もなかった。また、三段目最下位格付出で初土俵を踏みながら関取に昇進することなく引退した初のケースとなった。
引退後は故郷の上尾市の養護施設の先生として働いているという。

## 主な成績

### 通算成績
- 通算成績：35勝8敗41休（12場所）

### 各段優勝
- 序二段優勝：1回（2023年3月場所）

### 場所別成績
| | 一月場所 初場所（東京）   | 三月場所 春場所（大阪） | 五月場所 夏場所（東京） | 七月場所 名古屋場所（愛知） | 九月場所 秋場所（東京）   | 十一月場所 九州場所（福岡） |
| --- | ------------------------- | ----------------------- | ----------------------- | --------------------------- | ------------------------- | --------------------------- |
| 2021年 （令和3年） | x                         | x                       | x                       | x                           | x                         | 三段目付出100枚目 6–1       |
| 2022年 （令和4年） | 西三段目39枚目 5–2        | 西三段目10枚目 4–1–3    | 西幕下59枚目 休場 0–0–7 | 西三段目39枚目 6–1          | 西幕下50枚目 休場 0–0–7   | 西三段目30枚目 休場 0–0–7   |
| 2023年 （令和5年） | 西三段目90枚目 休場 0–0–7 | 西序二段60枚目 優勝 7–0 | 西三段目60枚目 5–2      | 東三段目32枚目 2–1–4        | 西三段目62枚目 引退 0–0–7 | x                           |
| 各欄の数字は、「勝ち-負け-休場」を示す。 優勝 引退 休場 十両 幕下 三賞：敢=敢闘賞、殊=殊勲賞、技=技能賞 その他：★=金星 番付階級：幕内 - 十両 - 幕下 - 三段目 - 序二段 - 序ノ口 幕内序列：横綱 - 大関 - 関脇 - 小結 - 前頭（「#数字」は各位内の序列） |                           |                         |                         |                             |                           |                             |

## 改名歴
- 勝呂 歩紀（すぐろ いぶき）2021年11月場所 - 2023年7月場所
- 藤健勝 歩紀（ふじけんしょう いぶき）2023年9月場所